# Nazione Tuscarora

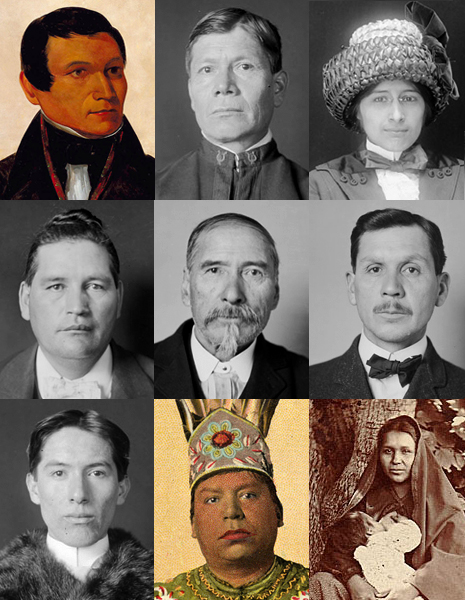
Ritratti di personaggi di origini Tuscarora

I Tuscarora ("raccoglitori di canapa") sono un popolo di nativi americani di lingua irochese, con membri a New York, in Canada e in Carolina del Nord. Originariamente, i Tuscarora erano stanziati solo nel North Carolina, ma furono costretti intorno al 1722 a spostarsi verso nord (Pennsylvania e New York) per sfuggire ai coloni europei. Qui vennero a contatto con la Lega di 5 nazioni Irochesi, che in seguito la assimilò portando il numero delle nazioni da 5 a 6.

## Storia
Dopo la guerra del 1711-1713 (nota anche come la guerra dei Tuscarora), la maggior parte dei Tuscarora lasciò il North Carolina e migrò verso nord, nei territori della Pennsylvania e dello stato di New York. Essendo imparentati con le 5 nazioni irochesi, riuscirono ad entrare nella lega aiutati dagli Oneida, dando così vita alla Lega delle 6 Nazioni Irochesi nel 1722 circa. Dopo la Rivoluzione americana, nella quale gli Oneida si allearono con i coloni, i Tuscarora condivisero le riserve con loro prima di ottenerne delle proprie. La Tuscarora Nation of New York è riconosciuta dal governo federale.

## I Tuscarora oggi
Quei Tuscarora che si allearono con gli inglesi durante la Rivoluzione americana si ristabilirono, insieme alle altre tribù irochesi, nell'Ontario, dove oggi sono parte delle Sei Nazioni della Grand River First Nation. Solo le tribù nello Stato di New York e nell'Ontario sono state riconosciute dai rispettivi governi. Dopo i primi anni del XIX secolo, i Tuscarora di New York non considerano più quelli rimasti in North Carolina come membri della nazione tribale. I rimanenti della Carolina del Nord hanno formato dei gruppi in cui si definiscono Tuscarora. A partire dal 2010, diversi gruppi a Robeson County si sono uniti in via provvisoria prendendo il nome di Tuscarora Nation One Fire Council.